# Jacques Acar
Jacques Acar (Boussu, 14 maart 1937 - Leuze-en-Hainaut, 21 januari 1976) was een Belgisch stripscenarist. Hij was tussen 1962 en 1975 een van de meest productieve scenaristen voor het weekblad Kuifje.
Acar maakte begin jaren 1960 zijn debuut als scenarist van strips in de tijdschriften Junior en Kuifje / Tintin. Hij werd bij Kuifje al gauw een van de vaste scenaristen en creëerde er eigen stripreeksen en nam scenario's voor al bestaande reeksen voor zijn rekening. Hij werkte er met Edouard Aidans (De familie Kleester, Toenga en Bob Binn), Fred en Liliane Funcken (Capitan), William Vance (Ringo), Paul Cuvelier (Corentin en Wapi), Luc Mazel, Hugo en Berck. Hij werkte daarnaast ook voor het blad Record. Hiervoor creëerde hij de westernstrip Jim Stewart, getekend door Sidney, en de strip Catriona Mac Killican voor Claude Auclair. Daarnaast schreef hij ook scenario's voor strips die verschenen in de Vlaamse pers, Ons Volkske, Pat en Het Nieuwsblad.
- Bibsys: 1507616671832
- Bibliothèque nationale de France: cb11903944p (data)
- Gemeinsame Normdatei: 1251526268
- International Standard Name Identifier: 0000 0000 4057 435X
- Library of Congress Control Number: no94027057
- Nederlandse Thesaurus van Auteursnamen: 069102635
- Système universitaire de documentation: 026879417
- Virtual International Authority File: 27064845